# Calceolaria pisacomensis
Calceolaria pisacomensis är en toffelblomsväxtart som beskrevs av Franz Julius Ferdinand Meyen och Wilhelm Gerhard Walpers. Calceolaria pisacomensis ingår i släktet toffelblommor, och familjen toffelblomsväxter. Inga underarter finns listade i Catalogue of Life.